# Fritjof Hazelius
Fritjof August Hazelius, född 6 februari 1882, död 14 december 1963 i Uppsala, var en svensk författare. Han var syssling till Gunnar Hazelius.
Hazelius blev filosofie licentiat vid Lunds universitet 1915, och var från 1910 1:e lärare vid Vilans folkhögskola. Han var från 1916 tillsammans med Ewert Wrangel redaktör för Tidskrift för konstvetenskap. Hazelius var en av de ledande inom den svenska hembygdsrörelsen och nedlade ett energiskt arbete på dess organiserande och utveckling. Från 1920 var han redaktör för Tidskrift för hembygdsvård. Han utgav bland annat Skånska gårdar och hus (7 häften 1916–1926, tillsammans med Karl Berlin), samt Ritningar till skånska prästgårdar (1919). Hazelius är begravd på Norra begravningsplatsen utanför Stockholm.